# Harvard à tout prix
Pour plus de détails, voir Fiche technique et Distribution.
Harvard à tout prix (Stealing Harvard) est un film américain réalisé par Bruce McCulloch, sorti en 2002.

## Synopsis
Dans le but d'aider sa nièce à financer ses études dans la prestigieuse université Harvard, John Plummer, un jeune homme de classe moyenne, se laisse tenter par quelques activités illégales jusqu'à plonger dans le crime. À cela s'ajoute la mauvaise influence qu'exerce son meilleur ami sur lui.

## Fiche technique
- Titre français : Harvard à tout prix
- Titre original : Stealing Harvard
- Réalisation : Bruce McCulloch
- Scénario : Peter Tolan, d'après une histoire de Martin Hynes et Peter Tolan
- Musique : Christophe Beck
- Photographie : Ueli Steiger (en)
- Montage : Malcolm Campbell
- Production : Susan Cavan
- Sociétés de production : Revolution Studios et Imagine Entertainment
- Société de distribution : Columbia Pictures
- Pays :  États-Unis
- Langue : Anglais
- Format : Couleur - DTS - Dolby Digital - SDDS - 35 mm - 1.85:1
- Genre : Comédie
- Durée : 85 min
- Dates de sortie :
  -  États-Unis : 13 septembre 2002
  -  Belgique : 29 janvier 2003
  -  France : 11 juin 2003 (DVD)

## Distribution
- Jason Lee (VF : Guillaume Lebon) : John Plummer
- Tom Green (VF : Laurent Morteau) : Walter P. 'Duff' Duffy
- Leslie Mann : Elaine Warner
- Dennis Farina (VF : Gabriel Le Doze) : M. Warner
- Richard Jenkins (VF : Michel Le Royer) : Honorable Judge Emmett Cook
- John C. McGinley (VF : Joël Martineau) : L'inspecteur Charles
- Megan Mullally (VF : Denise Metmer) : Patty Plummer
- Chris Penn : David Loach
- Tammy Blanchard : Noreen Plummer
- Seymour Cassel (VF : Jean-François Laley) : Oncle Jack
- Martin Starr : le vendeur au magasin d'alcool
- Mary Gillis (VF : Danièle Hazan) : la mère de Duff

## Autour du film
- Harvard à tout prix fut nommé au Razzie Awards du pire second rôle masculin pour Tom Green.
- Lors d'un dialogue entre Walter P. 'Duff' Duffy (Tom Green) et Elaine Warner (Leslie Mann), Duff explique la provenance du gruyère en parlant de la région de la Gruyère en Suisse, Elaine lui répond alors en se moquant de lui que la région de Gruyère est en France, ce qui est faux et constitue une erreur dans la traduction en français.